# Ponte San Nicolò
Ponte San Nicolò är en ort och kommun i provinsen Padova i regionen Veneto i Italien. Kommunen hade 13 502 invånare (2018).